# Mindre klubbgräshoppa
Mindre klubbgräshoppa, Myrmeleotettix maculatus, är en art i insektsordningen hopprätvingar som tillhör familjen markgräshoppor.
Denna gräshoppan har en kroppslängd på 12 till 16 millimeter. Färgteckningen på och mellan olika individer uppvisar stor variation, från grönaktig eller gulaktig till brunaktig eller gråaktig. Ofta finns även rödaktiga inslag. 
Utbredningsområdet omfattar delar av Europa, Nordafrika och Asien, så långt österut som till Sibirien. I Sverige finns arten från Skåne till Norrbotten och Västerbotten. Den föredrar torra och gärna sandiga områden, till exempel hedar och sanddynssområden längs kuster. 
Hanen stridulerar, det vill säga spelar, för att uppvakta honan. Ljudet är ett upprepat och till en början svagt men sedan allt starkare surrande ”rrr”. I uppvakningsbeteendet ingår också att hanen rör sig runt honan och viftar med antennerna.